# Примесь (программирование)
При́месь (англ. mix in) — элемент языка программирования (обычно класс или модуль), реализующий какое-либо чётко выделенное поведение. Используется для уточнения поведения других классов, не предназначен для порождения самостоятельно используемых объектов.
В объектно-ориентированных языках программирования является способом реализации классов, отличным от широко используемых принципов, пришедших из языка программирования Simula. Механизм впервые реализован в Flavors. Преимуществом примесей является то, что повышая повторную используемость текстов программ, этот метод избегает многих проблем множественного наследования. Однако при этом метод накладывает свои ограничения.

## Реализация
В большинстве объектно-ориентированных языков, начиная с Simula, класс определяется атрибутами, методами, конструкторами и деструкторами как единое, тесно связанное целое. Определение класса обладает полнотой. Именно этот факт показался полезным Страуструпу и Эллис, которые на этом основании не стали реализовывать примеси в Си++ на уровне языка (Си++ разрабатывался как «совместимое расширение Си в сторону Симулы»).
В языке с использованием примесей класс определяется только с атрибутами и параметрами, связанными с классом. Методы определяются в другом месте, как в Flavors и CLOS, и являются обобщёнными функциями. Последние реализуются для различных типов посредством диспетчеризации.
Кроме Flavors и CLOS, примеси поддерживают следующие языки:
- Ruby;
- Perl;
- D;
- Python;
- Scala (в виде trait'ов);
- Tcl;
- XOTcl;
- PHP;
- Haxe;
- Vala;
- Dart.

## Пример

### Использование примесей
Пример на языке Ruby. Класс реализует простую концепцию возраста. Значение возраста хранится во внутренней переменной «age», которая открыта для записи и чтения. Для получения возможности сравнения возрастов класс реализует один оператор «<=>», а все остальные (больше, меньше, равно и т. д.) реализуются с использованием этого метода во включаемом модуле «Comparable».
```
class
 
Age

    
include
 
Comparable

    
attr_accessor
(
:age
)

    
def
 
<=>
(
cmp
)

        
@age
 
<=>
 
cmp
.
age

    
end

end

```

Пример демонстрирует создание объектов и использование «подмешанных» методов:
```
a
,
 
b
 
=
 
Age
.
new
,
 
Age
.
new

a
.
age
 
=
 
10

b
.
age
 
=
 
11

if
 
a
 
<
 
b
 
then
 
puts
 
"a меньше, чем b."
 
end

```

### Эмуляция
Примеси можно рассматривать как неполную реализацию множественного наследования, его частный вид. В языках, поддерживающих множественное наследование, примеси могут легко эмулироваться. Например, в C++ следующий шаблон может использоваться для добавления в класс оператора «!=» при наличии оператора «==»:
```
 
template
 
<
typename
 
T
>
 
struct
 
AddNoEq
 
{

    
virtual
 
bool
 
operator
==
(
const
 
T
 
&
cmp
)
 
const
 
=
 
0
;

    
bool
 
operator
!=
(
const
 
T
 
&
cmp
)
 
const
 
{

        
return
 
!
static_cast
<
const
 
T
*>
(
this
)
->
operator
==
 
(
cmp
);

    
}

 
};

```

Простой пример использования для класса комплексных чисел:
```
 
#include
 
<iostream>

 
struct
 
Complex
 
:
 
public
 
AddNoEq
<
Complex
>
 
{

    
Complex
(
int
 
re
,
 
int
 
im
)
:
 
re_
(
re
),
 
im_
(
im
)
 
{
 
}

    
virtual
 
bool
 
operator
==
(
const
 
Complex
&
 
cmp
)
 
const
 
{

        
return
 
cmp
.
re_
 
==
 
this
->
re_
 
&&
 
cmp
.
im_
 
==
 
this
->
im_
;

    
}

    
// ...

 
private
:

    
int
 
re_
,
 
im_
;

 
};

 
int
 
main
()

 
{

    
Complex
 
a
(
1
,
 
2
),
 
b
(
2
,
 
3
);

     
if
 
(
a
 
!=
 
b
)

        
std
::
cout
 
<<
 
"Так и должно быть"
 
<<
 
std
::
endl
;

     
return
 
0
;

 
}

```

Данный метод в более развёрнутом виде используется в библиотеке «Boost operators».

## Замечание
Близкую к примесям функциональность предоставляют интерфейсы в языках вроде Java и C#, c тем отличием, что интерфейс только специфицирует поведение, но не предоставляет реализации (в Java с версии 1.8 в интерфейсе допускается частичная реализация, C# вводит понятие «реализация по умолчанию» начиная с версии 8.0). Механизм может быть полезен только для представления полиморфизма. Другие классы, предоставляющие реализацию интерфейса, полезны для вынесения общей функциональности в единое место.
Совместно используя методы-расширения и интерфейсы, возможно реализовать функциональность примесей в C#.